# Nando Moura
Luis Fernando de Moura Cagnin, conhecido como Nando Moura (Embu das Artes, 28 de abril de 1984), é um músico, produtor musical, instrutor de música e youtuber brasileiro, que obteve destaque com comentários sobre política. Atualmente, a descrição do seu canal é: "comentários sobre o cotidiano". Em outrora, estava escrito no mesmo espaço: "comentários sobre música, filosofia, economia, teologia, política e atualidades". Obteve maior relevância na internet em meados das eleições de 2018, quando veio prestar apoio e conduzir entrevista com o então deputado federal e candidato à presidência da República, Jair Bolsonaro. Participou, como entrevistado, do programa Flow Podcast, dirigido por Monark e Igor. Nando Moura já publicou e divulgou cursos online, e um livro chamado "Mestres do Capitalismo".

## Música e carreira na Internet
Moura se interessou por música aos 7 anos estudando órgão elétrico, posteriormente violão, ambos influenciados pelo grupo Blind Guardian. Mesmo sem nenhuma comprovação, Moura afirma ter estudado música na Universidade Erasmo de Roterdã, na Holanda. Fundou a sua banda chamada Pandora101 ao lado do seu irmão Gustavo em 1999, aos 17 anos. Tocava guitarra e cantava, enquanto o irmão tocava baixo. Eles fizeram quatro álbuns e alguns singles.
Moura foi inspirado por grupos como Whitesnake, Iron Maiden, Kiss, Pantera e Death. Moura explica o insucesso de sua banda pelo que considera a falta de apreço do Brasil por música de qualidade.
Criado em 2011, seu canal inicialmente se concentrou em ser uma forma de divulgação da sua banda Pandora 101, bem como na cultura metal e pop. No final de 2014, ele passou a discutir o conservadorismo. Em suas próprias palavras:
Eu sou conservador liberal. Conservador na medida que é necessário conservar aquilo de bom que a sociedade conquistou, direito de pluralidade de religiões e ideias, de empreender sem que o governo taxe uma porrada de impostos, direito de democracia...— Nando Moura em entrevista para a Vice
Seu primeiro vídeo sobre política foi apenas em 2015, sobre a posse da ex-presidente Dilma Rousseff. Em março de 2016, o canal de Moura no YouTube tinha 500.000 assinantes e um total de 87 milhões de visualizações. Ainda em 2016, Moura incluiu referências a Platão, Aristóteles, Padre Paulo Ricardo e outros, usando um estilo retórico que Moura descreve como um tanto sacerdotal, refletindo sua educação em um colégio adventista. Moura se beneficiou do algoritmo do YouTube (pelo menos antes de 2019) e direcionou os usuários a novos conteúdos. Em fevereiro de 2019, o YouTube desmonetizou muitos dos vídeos de Moura, após o que ele lançou vários vídeos reclamando dessa decisão.
Em abril de 2016 Nando publicou um vídeo dirigido a Edu Falaschi, ex-integrante do Angra, e Hugo Mariutti, músico de heavy metal, convidando-os a participar de um projeto colaborativo envolvendo músicas de videogames. O convite não foi aceito, o que gerou reações negativas por parte de Moura, publicando um vídeo com críticas aos músicos. Em resposta, Mariutti publicou uma mensagem com críticas ofensivas a Moura, chamando-o de 'frustrado' e questionando sua habilidade musical."
Nando Moura fez um vídeo em que fazia críticas a Leon Martins e Nilce Moretto, donos dos canais Coisa de Nerd e Cadê a Chave?. As críticas estava relacionada a mensagens nas redes sociais em que eles falavam sobre a manifestação nazista conhecida como Manifestação Unite the Right, que havia ocorrido nos Estados Unidos. Leon e Nilce associaram esse grupo à extrema-direita do espectro político. Nando rebateu, afirmando que o nazismo é, na verdade, de esquerda, citando livros que, segundo ele, sustentariam sua posição. 
Em seguida, no dia 16 de agosto de 2017, Leon e Nilce publicaram um vídeo no Facebook respondendo, mostrando que os livros que Nando havia citado não falavam nada em relação ao nazismo ser de esquerda. E alegaram que algumas informações teriam sido tiradas de contexto. O vídeo teve ampla repercussão, alcançando milhões de visualizações.
Em meados de abril de 2019, uma falsa história se espalhou entre redes e influenciadores, incluindo Tecmundo e Felipe Neto, de que Moura seria preso por ofender um estudante universitário. Em 2019, Felipe Neto foi condenado em primeira instância por notícias falsas sobre Nando Moura. O caso foi posteriormente encerrado.
Nando Moura publicou e vende cursos online e um livro chamado Mestres do Capitalismo. Também já participou de uma entrevista no canal Flow Podcast, dirigido por Bruno (Monark) e Igor. Por duas vezes, entrevistou Jair Bolsonaro, enquanto candidato à presidência da República. Entrevistou também o professor de geografia Ricardo Felício, que se candidatou a uma vaga na Câmara pelo PSL, mas não foi eleito.
Nando se envolve em diversas polêmicas na internet por suas opiniões pouco ortodoxas e acumula processos na justiça por calúnia e difamação. Um caso desse estilo foi que o vocalista da banda Detonautas, Tico Santa Cruz, processou Nando Moura por calúnia e difamação devido a um vídeo no qual Nando alegava que o músico recebeu dinheiro por meio da Lei Rouanet. Tico Santa Cruz venceu na primeira instância, e, após Nando entrar com recurso, o caso foi decidido na segunda instância em agosto de 2017. Nando Moura foi condenado a pagar uma indenização a Tico. Após a decisão, Tico Santa Cruz comentou de forma irônica que usaria o valor da indenização para fazer um churrasco.
Outro caso foi em 2019, quando Nando Moura foi condenado por publicar informações falsas sobre o deputado Jean Wyllys (PSOL), segundo decisão judicial.. 
Em novembro de 2017, o repórter Leandro Machado, da BBC News Brasil, o classificou como um digital influencer e "o mais popular youtuber da extrema-direita brasileira". Atualmente, a descrição do seu canal é: "Comentários sobre o cotidiano". Em outrora, estava escrito no mesmo espaço: "Comentários sobre música, filosofia, economia, teologia, política e atualidades".
Uma investigação do 'The New York Times' (2019), por Max Fisher e Amanda Taub, apontou que o algoritmo de recomendação do YouTube direcionava usuários brasileiros para canais de direita, incluindo o de Nando Moura, que teria migrado de conteúdos sobre heavy metal e videogames para discursos políticos de direita e "teorias da conspiração". Pesquisadores da UFMG e do Berkman Klein Center demonstraram que o sistema frequentemente levava espectadores de vídeos de política ou entretenimento a canais marginais de extrema-direita, ampliando assim seu público e influência.
A reportagem descreveu o canal de Moura como "cheio de teorias de conspiração da direita" ('right‑wing conspiracy‑filled') e afirmou que ele usa a cultura pop como porta de entrada para ideias de extrema‑direita.
Teve desavenças com Felipe Neto que começaram com trocas de mensagens nas redes sociais, nas quais ambos se acusavam pela propagação de notícias falsas. Em 2019, a Justiça decidiu a favor de Felipe Neto, que não precisou indenizar Nando. Em 2019, Felipe Neto publicou no Twitter que Nando Moura teve sua prisão decretada, levando a um processo do músico onde o empresário foi condenado. Mais tarde, 2020, Felipe Neto afirmou ter vencido o processo. Em 2021, Felipe Neto venceu outros dois processos contra Nando Moura.

## Ativismo político
Moura apoiou Jair Bolsonaro no pleito presidencial de 2018, mas já durante o primeiro ano de seu mandato veio a se manifestar fortemente contra ele, afirmando em um tweet que o então presidente traiu "todo o povo brasileiro" ao sancionar a emenda do "juiz de garantias" (não prevista no projeto original do Pacote Anticrime apresentado pelo ministro Sergio Moro). Relatou que passou a ser atacado virtualmente pelos integrantes do que chamou de "direita flaviana".
Em entrevista para José Nêumanne Pinto, Nando Moura teceu críticas a Bolsonaro e seu governo, chamando-o de "traidor" e tendo considerado que este precisaria sair imediatamente do cargo, em razão, em particular, de sua gestão frente à pandemia de Covid-19. O youtuber ajudou a popularizar o termo "Bolsopetismo", expressão utilizada para definir que o bolsonarismo e o petismo são semelhantes.
Em fevereiro de 2019 Nando declarou em seu canal que Joseph Stalin, autocrata da União Soviética, havia recebido dois prêmios Nobel da Paz, quando na verdade Stalin foi apenas indicado em duas ocasiões. A declaração foi criticada por usuários nas redes sociais[carece de fontes?]. A correção foi posteriormente incluída na descrição do vídeo.
Em 9 de maio de 2020 se envolveu em uma briga virtual com o ex-presidente Fernando Collor. Nando fez uma postagem dizendo que o presidente Bolsonaro iria conseguir ser mais odiado do que o ex-presidente. Collor não gostou e ironizou a publicação.
No início de dezembro de 2020 Nando se envolveu em uma polêmica com o músico Matuê, criticando negativamente o conteúdo musical do artista afirmando que o artista promovia um mau exemplo devido a referências ao uso de drogas. Moura afirmou que Matuê participava do programa Flow Podcast e acusando o programa de promover o uso da maconha, especialmente através do coapresentador Monark.
Em 28 de abril de 2021 Nando Moura publicou um vídeo em seu canal em que aparecia queimando livros do escritor Olavo de Carvalho em uma lareira da própria residência. Em um trecho do vídeo, afirma: "Ele (Olavo) é uma vergonha para os conservadores, é uma vergonha para o pensamento conservador, é um reacionário, cretino, fanático atrás de um esquema de poder em nosso país que fechou os olhos para aquilo que estava acontecendo"; "Olavo de Carvalho virou a antítese do que ele escreveu".

## Conflito com o MBL
Em março de 2025, Nando Moura publicou críticas ao Movimento Brasil Livre (MBL), alegando irregularidades na destinação de recursos do fundo eleitoral. Segundo reportagem da revista Crusoé, Moura afirmou que cerca de 84 mil reais teriam sido pagos à empresa AS Gestão e Produções Artísticas LTDA., pertencente a Alexandre Santos, irmão de Renan Santos, um dos líderes do movimento.
Além disso, foram feitas críticas à estrutura interna do partido político Missão, fundado pelo MBL, apontando a presença de familiares de seus líderes em cargos estratégicos.

## Vida pessoal
Nando Moura é filho do professor universitário e semiólogo Antônio Luiz Cagnin, e irmão do advogado e também músico Luís Gustavo de Moura Cagnin (Gugo Moura); os irmãos são guitarrista e baixista, respectivamente, na banda Pandora 101.